# 5339 Desmars
5339 Desmars è un asteroide della fascia principale. Scoperto nel 1992, presenta un'orbita caratterizzata da un semiasse maggiore pari a 3,1812634 au e da un'eccentricità di 0,0747759, inclinata di 2,38664° rispetto all'eclittica.